# الدوري السويدي الدرجة الثانية 2012
الدوري السويدي الدرجة الثانية 2012 (بالسويدية: Division 2 i fotboll för herrar 2012)‏ هو موسم من الدوري السويدي الدرجة الثانية. فاز فيه Selånger FK ‏.